# Kosakivka, Lîpoveț
Kosakivka (în ucraineană Косаківка) este un sat în comuna Prîborivka din raionul Lîpoveț, regiunea Vinnița, Ucraina.

## Demografie
Componența lingvistică a localității Kosakivka
     Ucraineană (99,48%)
     Alte limbi (0,52%)
Conform recensământului din 2001, majoritatea populației localității Kosakivka era vorbitoare de ucraineană (99,48%), existând în minoritate și vorbitori de alte limbi.